# Campeonato Mundial de Natação em Piscina Curta de 2010 - 100 m livre feminino
A prova dos 100 metros nado livre feminino do Campeonato Mundial de Natação em Piscina Curta de 2010 foi disputado entre 16 e 17 de dezembro em Dubai nos Emirados Árabes Unidos.

## Recordes
Antes desta competição, os recordes mundiais e do campeonato nesta prova eram os seguintes:
|    | Nome                               | Nacionalidade          | Tempo (segundo) | Local             | Data                                    |
| -- | ---------------------------------- | ---------------------- | --------------- | ----------------- | --------------------------------------- |
| WR | Libby Trickett                     | Austrália              | 51.01           | Hobart            | 10 de agosto de 2009                    |
| CR | Marleen Veldhuis Therese Alshammar | Países Baixos · Suécia | 52.17           | Manchester Athens | 11 de abril de 2008 16 de abril de 2000 |

## Medalhistas
| Ouro                      | Prata                 | Bronze                 |
| Ranomi Kromowidjojo (NED) | Femke Heemskerk (NED) | Natalie Coughlin (USA) |

## Resultados

### Eliminatórias
As eliminatórias ocorreram dia 16 de dezembro. Dezesseis atletas num total de 89 se classificaram  para a semifinal.
| Colocação | Bateria | Raia | Nome                                   | Tempo   | Notas |
| --------- | ------- | ---- | -------------------------------------- | ------- | ----- |
| 1         | 11      | 2    | Natalie Coughlin (USA)                 | 52.27   | Q     |
| 2         | 12      | 4    | Ranomi Kromowidjojo (NED)              | 52.39   | Q     |
| 3         | 11      | 5    | Dana Vollmer (USA)                     | 52.58   | Q     |
| 4         | 10      | 4    | Femke Heemskerk (NED)                  | 52.62   | Q     |
| 5         | 12      | 6    | Arianna Vanderpool-Wallace (BAH)       | 52.85   | Q     |
| 6         | 12      | 2    | Victoria Poon (CAN)                    | 53.14   | Q     |
| 7         | 10      | 6    | Marieke Guehrer (AUS)                  | 53.23   | Q     |
| 8         | 11      | 4    | Jeanette Ottesen (DEN)                 | 53.31   | Q     |
| 9         | 12      | 3    | Camille Muffat (FRA)                   | 53.32   | Q     |
| 10        | 11      | 6    | Li Zhesi (CHN)                         | 53.33   | Q     |
| 11        | 10      | 5    | Daniela Schreiber (GER)                | 53.50   | Q     |
| 12        | 12      | 5    | Sarah Sjöström (SWE)                   | 53.53   | Q     |
| 13        | 11      | 3    | Emma McKeon (AUS)                      | 53.59   | Q     |
| 14        | 12      | 7    | Silke Lippok (GER)                     | 53.85   | Q     |
| 15        | 9       | 6    | Genevieve Saumur (CAN)                 | 53.89   | Q     |
| 16        | 10      | 1    | Margarita Nesterova (RUS)              | 53.94   | Q     |
| 17        | 11      | 4    | Hanna-Maria Seppälä (FIN)              | 53.97   |       |
| 18        | 8       | 4    | Pang Jiaying (CHN)                     | 54.17   |       |
| 19        | 10      | 2    | Tatiana Lemos (BRA)                    | 54.24   |       |
| 20        | 9       | 3    | Theodora Drakou (GRE)                  | 54.26   |       |
| 21        | 9       | 4    | Ragnheiður Ragnarsdóttir (ISL)         | 54.44   |       |
| 22        | 11      | 8    | Flávia Delaroli (BRA)                  | 54.62   |       |
| 23        | 8       | 3    | Pernille Blume (DEN)                   | 54.65   |       |
| 24        | 11      | 1    | Chiara Masini Luccetti (ITA)           | 54.84   |       |
| 25        | 11      | 7    | Veronika Popova (RUS)                  | 54.90   |       |
| 26        | 9       | 5    | Nina Rangelova (BUL)                   | 54.95   |       |
| 27        | 10      | 8    | Cecilie Waage Johannessen (NOR)        | 55.03   |       |
| 28        | 9       | 7    | Leone Vorster (RSA)                    | 55.08   |       |
| 29        | 9       | 8    | Burcu Dolunay (TUR)                    | 55.15   |       |
| 30        | 12      | 1    | Gabriella Fagundez (SWE)               | 55.20   |       |
| 31        | 9       | 2    | Renata Fabiola Spagnolo (ITA)          | 55.32   |       |
| 32        | 10      | 7    | Katarina Filova (SVK)                  | 55.41   |       |
| 33        | 8       | 5    | María Fernanda González Ramirez (MEX)  | 55.51   |       |
| 34        | 8       | 1    | Nicole Horn (ZIM)                      | 55.56   |       |
| 35        | 12      | 8    | Ophélie Cyrielle Etienne (FRA)         | 55.64   |       |
| 36        | 9       | 1    | Henriette Brekke (NOR)                 | 56.31   |       |
| 37        | 8       | 2    | Carmen Cianci (COL)                    | 56.43   |       |
| 38        | 8       | 7    | Miroslava Syllabova (SVK)              | 56.70   |       |
| 39        | 7       | 4    | Ximena Vilar (VEN)                     | 57.23   |       |
| 39        | 7       | 5    | Ranohon Amanova (UZB)                  | 57.23   |       |
| 41        | 7       | 2    | Farida Osman (EGY)                     | 57.34   |       |
| 42        | 8       | 8    | Kirsten Ann Lapham (ZIM)               | 57.52   |       |
| 43        | 8       | 6    | Sarah Rolko (LUX)                      | 57.62   |       |
| 44        | 6       | 7    | Cherelle Thompson (TRI)                | 57.77   |       |
| 45        | 6       | 2    | Karen Torrez (BOL)                     | 58.47   | NR    |
| 46        | 7       | 8    | Nicola Muscat (MLT)                    | 58.85   |       |
| 47        | 7       | 3    | Christine Magdalene Briedenhann (NAM)  | 58.88   |       |
| 48        | 7       | 7    | Talasha Satish Prabhu (IND)            | 59.09   |       |
| 49        | 5       | 5    | Marie Laura Meza (CRC)                 | 59.12   |       |
| 50        | 6       | 8    | Talita Baqlah (JOR)                    | 59.31   |       |
| 51        | 6       | 5    | Jade Howard (ZAM)                      | 59.39   |       |
| 52        | 6       | 3    | Bayan Jumah (SYR)                      | 59.60   |       |
| 52        | 6       | 6    | Oriele Alejandra Espinoza (PER)        | 59.60   |       |
| 54        | 6       | 4    | Talisa Pace (MLT)                      | 59.62   |       |
| 55        | 5       | 4    | Olivia Planteau de Maroussem (MRI)     | 59.94   |       |
| 56        | 7       | 6    | Sara Hyajna (JOR)                      | 1:00.18 |       |
| 57        | 4       | 5    | Zonia Caravantes (GUA)                 | 1:00.35 |       |
| 58        | 7       | 1    | Shannon Austin (SEY)                   | 1:00.39 |       |
| 59        | 5       | 3    | Micaela Cloete (NAM)                   | 1:00.43 |       |
| 60        | 5       | 6    | Lou Wai Sam (MAC)                      | 1:00.58 |       |
| 61        | 6       | 1    | Tan Chi Yan (MAC)                      | 1:00.72 |       |
| 62        | 4       | 6    | Amanda Liew (BRU)                      | 1:01.10 |       |
| 63        | 5       | 8    | Judith Ilan Meauri (PNG)               | 1:01.18 |       |
| 64        | 5       | 2    | Elaine Reyes (GIB)                     | 1:01.19 |       |
| 65        | 5       | 7    | Emily Chan Chee (MRI)                  | 1:01.24 |       |
| 66        | 4       | 2    | Tieri Erasito (FIJ)                    | 1:02.01 |       |
| 67        | 4       | 4    | Pilar Shimizu (GUM)                    | 1:02.37 |       |
| 68        | 4       | 3    | Britany van Lange (GUY)                | 1:02.56 |       |
| 69        | 1       | 5    | Cheyenne Rova (FIJ)                    | 1:02.60 |       |
| 70        | 5       | 1    | Estellah Fils Rabetsara (MAD)          | 1:03.42 |       |
| 71        | 3       | 5    | Danielle Bernadine Findlay (ZAM)       | 1:04.21 |       |
| 72        | 4       | 8    | Diala Awad (PLE)                       | 1:04.50 |       |
| 73        | 4       | 7    | Jenina Cruz (GUM)                      | 1:05.44 |       |
| 74        | 3       | 8    | Magdalena Moshi (TAN)                  | 1:05.77 |       |
| 75        | 3       | 2    | Mariam Foum (TAN)                      | 1:06.15 |       |
| 76        | 3       | 7    | Grace Kimball (MNP)                    | 1:06.72 |       |
| 77        | 2       | 7    | Celeste Brown (COK)                    | 1:06.85 |       |
| 78        | 4       | 1    | Khulan Enkhjargal (MGL)                | 1:07.01 |       |
| 79        | 3       | 6    | Soraya Oruya (KEN)                     | 1:07.02 |       |
| 80        | 3       | 3    | Ann-Marie Hepler (MHL)                 | 1:07.11 |       |
| 81        | 3       | 1    | Osisang Chilton (PLW)                  | 1:07.69 |       |
| 82        | 2       | 4    | Mahnoor Maqsood (PAK)                  | 1:08.00 |       |
| 83        | 3       | 4    | Ledia Kacani (ALB)                     | 1:08.11 |       |
| 84        | 1       | 4    | Kateryna Izmaylova (TJK)               | 1:09.75 |       |
| 85        | 2       | 3    | Jennet Saryyeva (TKM)                  | 1:11.39 |       |
| 86        | 1       | 3    | Keanna Villagomez (MNP)                | 1:11.81 |       |
| 87        | 2       | 6    | Shajan Aminath (MDV)                   | 1:13.11 |       |
| 88        | 2       | 5    | Shaila Rana (NEP)                      | 1:14.62 |       |
| 89        | 2       | 2    | Chaemel Morgane Faosite Sogbadji (BEN) | 1:39.24 |       |

### Semifinal
A semifinal  ocorreu dia 16 de dezembro. Oito atletas se classificaram para a final.

#### Semifinal 1
| Colocação | Raia | Nome                      | Tempo | Notas |
| --------- | ---- | ------------------------- | ----- | ----- |
| 1         | 5    | Femke Heemskerk (NED)     | 52.27 | Q     |
| 2         | 4    | Ranomi Kromowidjojo (NED) | 52.34 | Q     |
| 3         | 3    | Victoria Poon (CAN)       | 52.76 | Q, NR |
| 4         | 6    | Camille Muffat (FRA)      | 52.90 | Q     |
| 5         | 7    | Emma McKeon (AUS)         | 53.03 | Q     |
| 6         | 2    | Daniela Schreiber (GER)   | 53.33 |       |
| 7         | 8    | Pang Jiaying (CHN)        | 53.68 |       |
| 8         | 1    | Genevieve Saumur (CAN)    | 53.76 |       |

#### Semifinal 2
| Colocação | Raia | Nome                             | Tempo | Notas |
| --------- | ---- | -------------------------------- | ----- | ----- |
| 1         | 4    | Natalie Coughlin (USA)           | 52.51 | Q     |
| 2         | 5    | Dana Vollmer (USA)               | 52.67 | Q     |
| 3         | 6    | Marieke Guehrer (AUS)            | 52.95 | Q     |
| 4         | 3    | Arianna Vanderpool-Wallace (BAH) | 53.09 |       |
| 5         | 2    | Li Zhesi (CHN)                   | 53.30 |       |
| 6         | 1    | Silke Lippok (GER)               | 53.49 |       |
| 7         | 7    | Sarah Sjöström (SWE)             | 53.60 |       |
| 7         | 8    | Margarita Nesterova (RUS)        | 53.60 |       |

### Final
A final teve sua disputa realizada em 17 de dezembro.
| Colocação         | Raia | Nome                      | Tempo | Notas |
| ----------------- | ---- | ------------------------- | ----- | ----- |
| Medalha de ouro   | 5    | Ranomi Kromowidjojo (NED) | 51.45 | CR    |
| Medalha de prata  | 4    | Femke Heemskerk (NED)     | 52.18 |       |
| Medalha de bronze | 3    | Natalie Coughlin (USA)    | 52.25 |       |
| 4                 | 7    | Camille Muffat (FRA)      | 52.41 |       |
| 5                 | 2    | Victoria Poon (CAN)       | 52.51 | NR    |
| 6                 | 1    | Marieke Guehrer (AUS)     | 52.81 |       |
| 7                 | 6    | Dana Vollmer (USA)        | 52.95 |       |
| 8                 | 8    | Emma McKeon (AUS)         | 53.10 |       |

Legenda
| Recorde mundial       | Recorde mundial (World record)               |                       | Recorde africano                      | Recorde africano (African) |                                           | Q | Classificado por posição (Qualified) |
| Recorde do campeonato | Recorde do campeonato (Championship record)  | Recorde da América    | Recorde da América (Americas)         | q                          | Classificado por melhor tempo (Qualified) |   |                                      |
| Melhor marca do ano   | Melhor marca do ano (World leading)          | Recorde asiático      | Recorde asiático (Asian)              | DNS                        | Não largou (Did not start)                |   |                                      |
| Recorde nacional      | Recorde nacional (National record)           | Recorde europeu       | Recorde europeu (European)            | DNF                        | Não terminou (Did not finish)             |   |                                      |
| Recorde pessoal       | Recorde pessoal do atleta (Personal best)    | Recorde da Oceania    | Recorde da Oceania (Oceania)          | DSQ / DQ                   | Desclassificado (Disqualified)            |   |                                      |
| Recorde da temporada  | Recorde da temporada do atleta (Season best) | Recorde sul-americano | Recorde sul-americano (South America) | NM                         | Sem marca (No mark)                       |   |                                      |